# محمد زيتونة
محمد زيتونة: ولد بمدينة المنستير الساحلية عام 1081هـ/ 1670- 1671، وتوفي بتونس العاصمة في 5 شوال 1138هـ/ 6 جوان 1726، فقيه مالكي تونسي.

## حياته
فقد محمد زيتونة بصره صغيرا، وقد حفظ القرآن الكريم ثم توجه إلى مدينة القيروانللدراسة، وبقي بها ثلاث سنوات، تلقى خلالها الدروس عن عدد من مشائخها من بينهم محمد عظوم وعلي الغرياني وأحمد البرجيني. توجه بعد ذلك إلى تونس العاصمة لاستكمال دراسته ومن بين من درس على أيديهم المفتي محمد فتاتة والشيخ سعيد الشريف ومحمد الحجيج الأندلسي، وعند وفاة الشيخ محمد الغماد المدرس بالمدرسة المرادية وقعت مناظرة بين الفقهاء فيمن يخلفه على رأسها فنجح فيها محمد زيتونة، فتولاها وتصدر للتدريس بها فأفاد وأجاد، وتخرج به كثير من الطلبة. ثم تصدر للتدريس بجامع الزيتونة تطوعا أو كما يقول حسين خوجة «حسبة لله من غير وظيفة» المصدر نفسه، ص 225. كما تولى الخطابة بجامع باب بحر بالعاصمة. وقد حج محمد زيتونة مرتين أولاهما عام 1114هـ/ 1702-1703 والثانية عام 1124هـ/ 1712-1713، واجتمع خلال الرحلتين بعدد من أعلام عصره سواء بالحجاز أو بمصر، والتقاه في رحلته الثانية حسين خوجة الذي كتب عنه ترجمة مطولة (7 صفحات) في كتابه ذيل بشائر أهل الإيمان بفتوحات آل عثمان، وقد ألقى درسا في الإسكندرية. ومما يدل على مكانته بحاضرة تونس أنه عندما توفي «هرع الخلق لجنازته، ولم يتخلف أحد عنه من علمائها وفضلائها وأشرافها وصلحائها وسائر الخلق من كبار وصغار» ويقول حسين خوجة أيضا: «وضاقت الطرق بالازدحام من خلفه وأمامه» ومن بين مشيعيه الباي حسين بن علي نفسه.

## آثاره
يقول عنه حسين خوجة إنه العلامة الحبر النحرير، صاحب البيان في التقرير والتحرير، ذو الرئاسة الشامخة في العلوم، المنطوق منها والمفهوم كما يقول إن كتب أجاد وإن قرر أفاد. وذكر له من التآليف:
- حاشية على الوسطى، في نحو مجلدين؛
- شرح منظومة البيقوني في مصطلح الحديث؛
- وله كتابات على صحيح البخاري وألفية ابن مالك
- شروح من بينها شرح خطبة المختصر لسعد الدين التفتازاني.

## إشارات مرجعية
1. ↑  عادل نويهض (1988)، مُعجم المُفسِّرين: من صدر الإسلام وحتَّى العصر الحاضر (ط. 3)، بيروت: مؤسسة نويهض الثقافية للتأليف والترجمة والنشر، ج. الثاني، ص. 562، OCLC:235971276، QID:Q122197128
2. ↑  حسين خوجة، ذيل بشائر أهل الإيمان بفتوحات آل عثمان، تحقيق وتقديم الطاهر المعموري، تونس 1985، ص 224
3. ↑  المصدر نفسه، ص 226
4. ↑  المصدر نفسه، ص 230
5. ↑  المصدر نفسه، ص 225
6. ↑  المصدر نفسه، ص228-229